# Ёлгин, Андрей Николаевич
Андрей Николаевич Ёлгин (1898 — 4 ноября 1944) — участник гражданской и Великой Отечественной войн, Герой Советского Союза (1945, посмертно), старший сержант.

## Биография
Родился в селе Качиры, Семипалатинской области Российской империи (ныне село Теренколь Павлодарской области Республики Казахстан) в семье крестьянина. Русский, член ВКП(б) с 1943 года.
Участвовал в Гражданской войне, в 1929 году одним из первых вступил в колхоз. Работал бригадиром. В предвоенный год был избран заместителем председателя колхоза «Путь Ленина».
В Красную Армию был призван Максимо-Горьковским (Качирским) райвоенкоматом 29 сентября 1941 года.
Командир отделения автоматчиков 611-го стрелкового полка 88-й стрелковой дивизии, 3-й Белорусский фронт.

## Подвиг
…В 1944 году в непрерывных боях за город Гольдап в Восточной Пруссии гитлеровцам удалось замкнуть кольцо окружения. Получен приказ пробиваться из города. Знамя полка поручено нести знаменосцу – старшему сержанту Андрею Николаевичу Елгину. С ним небольшая группа бойцов, автомат да гранаты. Знамя спрятано на груди. Впереди вражеский пулемёт, слева озеро. В результате дерзкой атаки пулемёт уничтожен, но Елгин остался один, тяжелораненый. Собрав последние силы, он пробирается к позициям своих войск. Осветив местность ракетами, гитлеровцы обнаружили сержанта, решили взять в плен. Утром, когда наши отбили высоту, они нашли знаменосца. Вокруг него лежало девять убитых гитлеровцев. Сам он получил второе ранение - смертельное, но честь и святыня 611-го Минского ордена Александра Невского стрелкового полка – Знамя части, осталось у него на груди.

## Награды и звания
- Указом Президиума Верховного Совета СССР от 20 марта 1945 года Андрею Николаевичу Ёлгину посмертно присвоено звание Героя Советского Союза.

## Память
- Именем Героя названы средняя школа и улица в Качирах.
- На доме, где он жил, установлена мемориальная доска.
- Его именем названа улица в городах Павлодар (1965) и Алма-Ата (1957).
- Установлен бюст Героя на площади Победы (1979) в городе Павлодар[2].